# Tetela de Ocampo
Tetela de Ocampo är en kommunhuvudort i Mexiko.   Den ligger i kommunen Tetela de Ocampo och delstaten Puebla, i den sydöstra delen av landet, 140 km öster om huvudstaden Mexico City. Tetela de Ocampo ligger 1 736 meter över havet och antalet invånare är 4 234.
Terrängen runt Tetela de Ocampo är kuperad åt sydväst, men åt nordost är den bergig. Tetela de Ocampo ligger nere i en dal. Runt Tetela de Ocampo är det ganska tätbefolkat, med 67 invånare per kvadratkilometer. Närmaste större samhälle är Zongozotla, 19,8 km norr om Tetela de Ocampo. I omgivningarna runt Tetela de Ocampo växer i huvudsak blandskog.